# Stanisław Roliński
Stanisław Rudolf Roliński vel Gotwald (ur. 24 czerwca 1893, zm. ?) – podpułkownik audytor Wojska Polskiego.

## Życiorys
Stanisław Rudolf Gotwald urodził się 24 czerwca 1893 roku. W 1921 roku dowodził 8 Szwadronem Etapowym Żandarmerii. 1 czerwca 1921 roku pełnił służbę w 1 Dywizjonie Żandarmerii Polowej Etapowej, a jego oddziałem macierzystym był wówczas 6 Dywizjon Żandarmerii. W latach 1921–1926 pełnił służbę w 2 Dywizjonie Żandarmerii w Lublinie. 3 maja 1922 roku został zweryfikowany w stopniu kapitana ze starszeństwem z dniem 1 czerwca 1919 roku i 11. lokatą w korpusie oficerów żandarmerii. Do 1 lipca 1926 roku był przeniesiony służbowo do Prokuratury przy Wojskowym Sądzie Okręgowym Nr II w Lublinie. W 1927 roku pełnił obowiązki zastępcy dowódcy 5 Dywizjonu Żandarmerii w Krakowie. 
15 lipca 1927 roku został przeniesiony z korpusu oficerów żandarmerii do korpusu oficerów sądowych - kadra oficerów służby sprawiedliwości z równoczesnym przydziałem do Departamentu Sprawiedliwości Ministerstwa Spraw Wojskowych w Warszawie na stanowisko referenta. 18 lutego 1928 roku został awansowany na majora ze starszeństwem z dniem 1 stycznia 1928 roku i 2. lokatą w korpusie oficerów sądowych. 11 grudnia 1931 roku Prezydent RP mianował go prokuratorem przy wojskowych sądach okręgowych, a minister spraw wojskowych przeniósł z Prokuratury przy WSO Nr I do Prokuratury przy Wojskowym Sądzie Okręgowym Nr II w Lublinie na stanowisko prokuratora. 27 czerwca 1935 roku awansował na podpułkownika ze starszeństwem z dniem 1 stycznia 1935 roku i 7. lokatą w korpusie oficerów sądowych. 31 sierpnia 1935 roku Prezydent RP Ignacy Mościcki zwolnił go ze stanowiska prokuratora przy wojskowych sądach okręgowych i mianował podprokuratorem przy Najwyższym Sądzie Wojskowym w Warszawie, natomiast Minister Spraw Wojskowych przeniósł z Prokuratury przy WSO Nr II do Prokuratury przy Najwyższym Sądzie Wojskowym w Warszawie na stanowisko podprokuratora. Funkcję tę pełnił do wiosny 1939 roku.

## Ordery i odznaczenia
- Złoty Krzyż Zasługi (10 listopada 1938) „za zasługi w służbie wojskowej”[13]
- Medal Niepodległości (24 października 1931)[14]